# Tempestade tropical Erika (2009)
A tempestade tropical Erika foi um ciclone tropical de período curto de existência que causou apenas pequenos impacto nas Pequenas Antilhas. Sendo a quinta tempestade dotada de nome da temporada de furacões no Atlântico de 2009, Erika originou-se de uma onda tropical em 1 de setembro, próximo às Pequenas Antilhas. Embora fosse um sistema desorganizado, o sistema foi declarado imediatamente uma tempestade tropical assim que exibiu características próprias para isso. Mais tarde naquele dia, o sistema atingiu o seu pico de intensidade, com ventos máximos sustentados  de 95 km/h e uma pressão atmosférica central mínima de 1004 hPa. O aumento do cisalhamento do vento causou o enfraquecimento da tempestade logo em seguida, e Erika manteve-se como uma tempestade tropical mínima no dia seguinte. Mais tarde naquele dia, a tempestade passou sobre a ilha de Guadalupe e adentrou no mar do Caribe. Em 3 de setembro, Erika se enfraqueceu para uma depressão tropical assim que o centro ciclônico de baixos níveis ficou totalmente isento de atividade convectiva. Mais tarde naquele dia, o sistema degenerou para uma baixa pressão remanescente antes de se dissipar perto de Porto Rico, em 4 de setembro.
Devido à fraca intensidade da tempestade, Erika produziu poucos danos nas Pequenas Antilhas durante a sua passagem sobre ilhas. Guadalupe registrou 200 mm de chuva, causando enchentes e deslizamentos de terra, e cerca de 12.000 pessoas ficaram sem o fornecimento de eletricidade. Várias outras ilhas registraram chuvas moderadas associadas ao sistema antes de Erika se degenerar para uma área de baixa pressão remanescente. Em Porto Rico, o sistema remanescente da tempestade produziu chuvas fortes, chegando a 193 mm, que provocaram inundações em várias regiões da ilha.

## História da tempestade

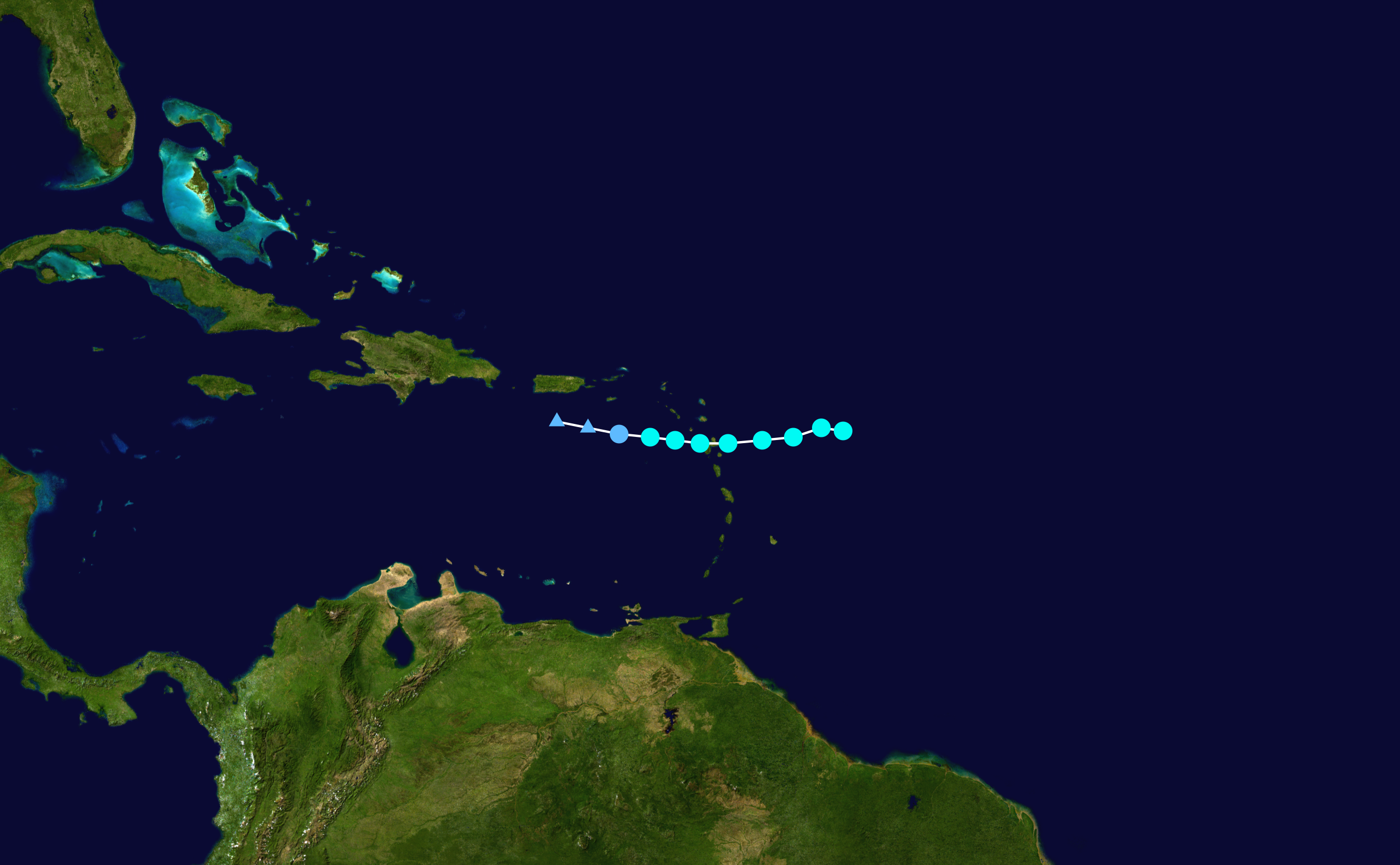
O caminho de Erika

A tempestade tropical Erika originou-se de uma onda tropical acompanhada de aguaceiros e trovoadas, que deixou a costa oeste da África, na altura das ilhas de Cabo Verde, em 26 de agosto. No dia seguinte, as áreas de convecção em torno da onda começaram a mostrar sinais de organização assim que a onda seguia para oeste, cruzando o  oceano Atlântico. Em 28 de agosto, uma área de baixa pressão desenvolveu-se em associação à onda. As condições meteorológicas antes da formação da baixa estavam favoráveis para o desenvolvimento do sistema. Apesar das condições meteorológicas favoráveis, a área de baixa pressão ficou mais desorganizada em 29 de agosto, e poucas áreas de convecção ainda permaneciam em torno do centro da circulação. No dia seguinte, o sistema ficou rapidamente organizada, com áreas de aguaceiros e trovoadas em desenvolvimento ao redor do centro, e o Centro Nacional de Furacões (NHC) observou que a área de baixa pressão provavelmente se intensificaria para uma depressão tropical em 24 horas. Embora o ciclone estivesse bem organizado, o sistema carecia de um centro de circulação de baixos níveis definida, levando ao NHC a não emitir avisos sobre o sistema naquele momento.

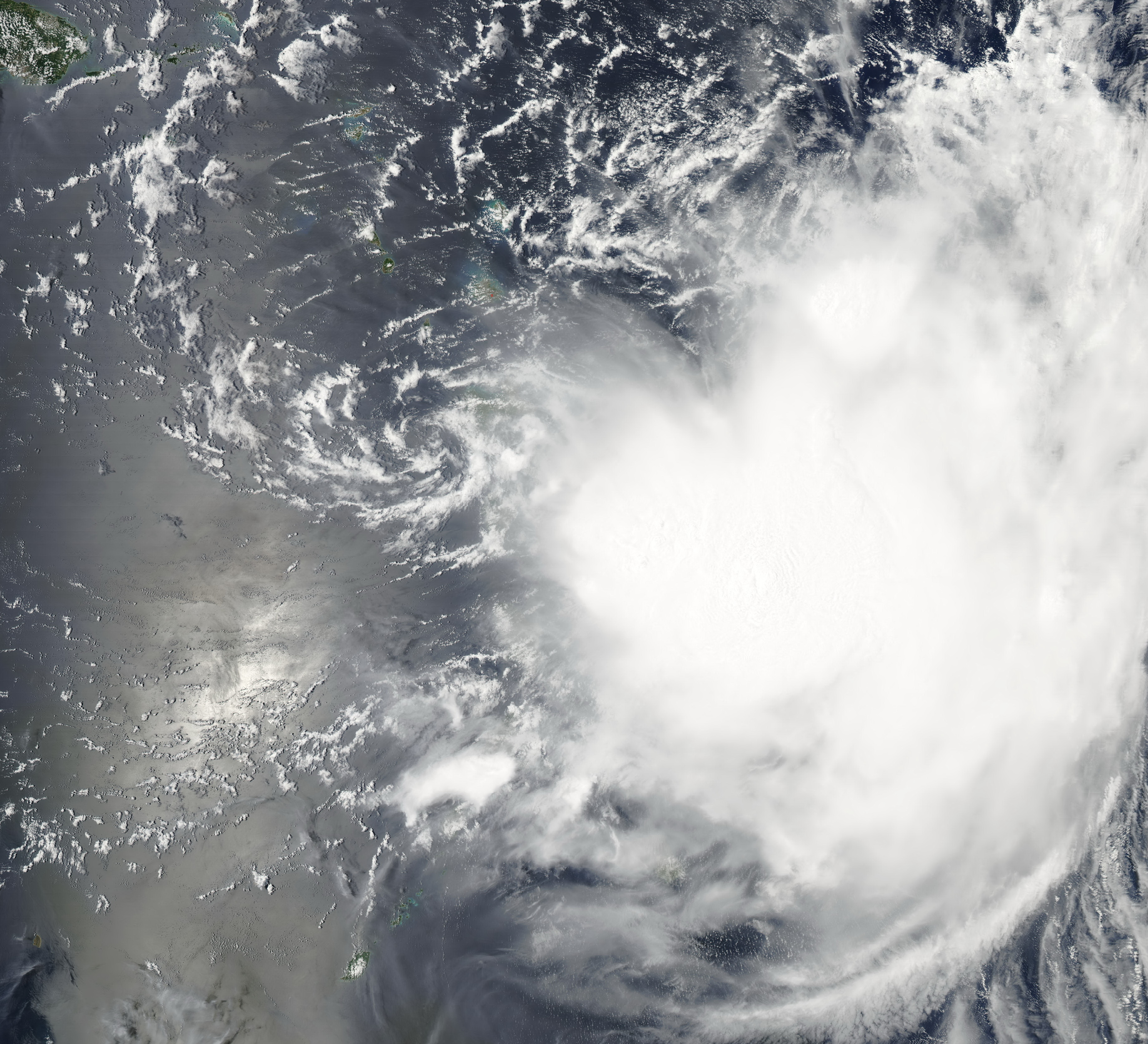
A tempestade tropical logo após atingir Guadalupe, nas Pequenas Antilhas, em 2 de setembro

Em 1 de setembro, um avião caçador de furacões encontrou um centro de circulação fechado de baixos níveis, com áreas de ventos com intensidade de uma tempestade tropical. Isto levou ao NHC a declarar imediatamente a formação da tempestade tropical, e atribuiu-lhe o nome "Erika", a quinta tempestade dotada de nome da temporada de furacões no Atlântico de 2009. Erika estava ligeiramente desorganizada devido ao cisalhamento do vento moderado, com o centro ciclônico de baixos níveis parcialmente desprovido de áreas de convecção. No entanto, com águas oceânicas quentes, foi previsto que a tempestade se fortaleceria para uma forte tempestade tropical dentro de poucos dias. Uma área de alta pressão ao seu norte manteve a direção de deslocamento da tempestade para oeste durante a maior parte da existência do sistema. Várias horas depois de a tempestade ser classificada, o ciclone atingiu seu pico de intensidade, com ventos máximos sustentados de 95 km/h e uma pressão atmosférica central mínima de 1004 hPa. Na manhã de 2 de setembro, Erika ficou significativamente desorganizada, e aviões caçadores de furacões relataram a possibilidade de múltiplos centros de circulação.

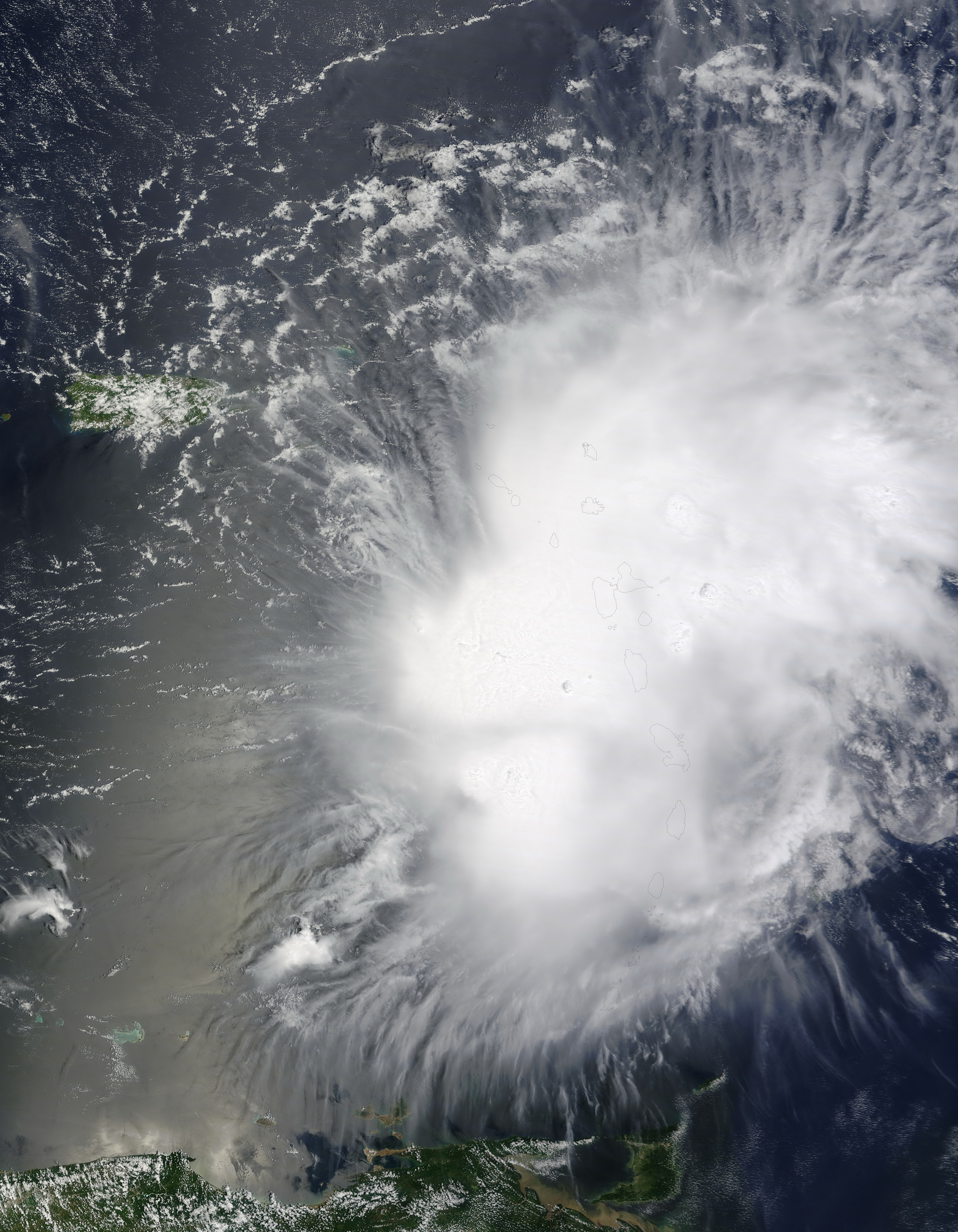
A tempestade tropical Erika em 3 de setembro, sobre o mar do caribe

O cisalhamento do vento também começou a aumentar, mais cedo do que modelos de previsão antecipada, levando ao enfraquecimento da tempestade para uma tempestade tropical mínima mais tarde naquela manhã. No início daquela tarde, o centro de Erika passou sobre a ilha de Guadalupe assim que a tempestade adentrou no mar do Caribe. A circulação ciclônica ficou mais tarde alongada e começou a se degenerar para um cavado de baixa pressão. O NHC observou também que, devido ao grande tamanho do sistema, o centro de Erika poderia reformar em outro local da circulação e se fortalecer novamente. Na tarde de 3 de setembro, o centro de Erika ficou totalmente desprovido de áreas de convecção, e o NHC desclassificou-a para uma depressão tropical. Pouco depois, o sistema se degenerou para uma baixa pressão remanescente, coincidindo com a emissão do último aviso do NHC sobre o sistema. No dia seguinte, o sistema remanescente de Erika se aproximou da costa sul de Porto Rico, produzindo fortes chuvas em toda a ilha. Erika dissipou-se totalmente mais tarde em 4 de setembro, perto de Porto Rico.

## Preparativos
Após a declaração da formação da tempestade tropical Erika em 1 de Setembro, alertas de tempestade tropical foram emitidos para St. Maarten, Antigua e Barbuda, São Cristóvão e Nevis, Anguilla, St. Martin e Saint-Barthélemy. No dia seguinte, todos os alertas foram substituídos por avisos de tempestade tropical assim que Erika se aproximava das Pequenas Antilhas. No mar do Caribe, um aviso de tempestade tropical foi emitido para Dominica e avisos de tempestade tropical foram emitidos para Porto Rico e para as Ilhas Virgens Americanas e Britânicas. Na madrugada de 3 de setembro, os alertas de tempestade tropical foram substituídos por avisos assim Erika lentamente seguia pelo Caribe Oriental. Mais tarde naquele dia, os avisos de tempestade para Dominica e Guadalupe foram descontinuadas. Logo em seguida, Erika enfraqueceu-se para uma depressão tropical e todos os avisos restantes foram cancelados.
As exportações da refinaria de Saint Croix, Ilhas Virgens Americanas, com uma produção diária de cerca de 500.000 barris, foram canceladas assim que os portos em toda a ilha foram fechados. O comércio em geral foi fechado em Dominica em 3 de setembro, devido à aproximação da tempestade. Em Antigua e Barbuda, todas as escolas e o aeroporto local foram fechados como medida de precaução. Dois navios de cruzeiro, o Carnival Glory e um navio da Royal Caribbean adiaram as datas de ancoragem e ficaram em alto-mar por alguns dias a mais do que o previsto. As ilhas de Saint Martin e Saint-Barthélemy ficaram sob alerta laranja, e Guadalupe ficou sob alerta amarelo.

## Impactos

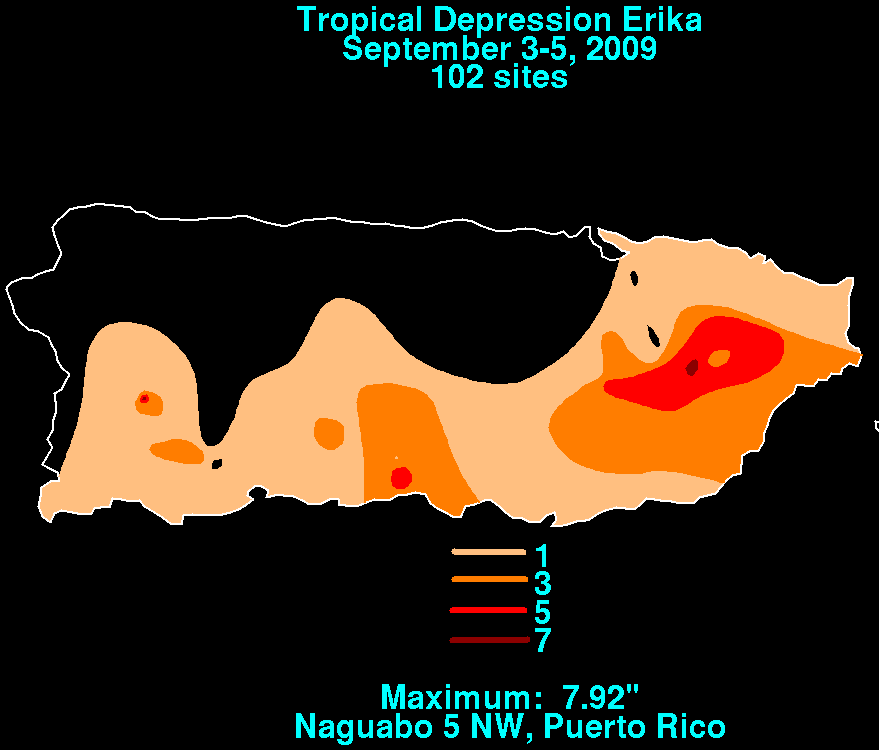
Mapa mostrando a precipitação acumulada associada à tempestade tropical Erika em Porto Rico

Em 3 de setembro, todos os edifícios governamentais em Dominica foram fechados devido às enchentes provocadas pela chuva forte de Erika. Deslizamentos de terra foram registradas em Petite Savanne, e algumas estradas da região também foram fechadas. Em Guadalupe, as chuvas fortes de Erika chegaram a 200 mm, provocando inundações em Côte-sous-le-Vent. Os ventos sustentados chegaram a (90 km/h) na ilha de Marie Galante. Um deslizamento de rochas foi relatado perto de Losteau, em Bouillante. Várias estradas ficaram intransitáveis devido às inundações. No auge da tempestade, cerca de 12.000 pessoas ficaram sem eletricidade em toda a ilha. Até 140 mm de chuva caíram em partes da ilha de Trinidad. Em St. Martin, o acumulado de chuvas chegou a 94 mm.
Em Porto Rico, o sistema remanescente de Erika produziu quantidades significativas de precipitação, provocando o transbordamento dos rios de La Plata, Grande de Loíza e Caguitas, causando inundações generalizadas. As maiores precipitações na ilha foram registradas numa estação meteorológica em Naguabo (201 mm) e em San Lorenzo (193 mm). Vários outras regiões registraram mais de 100 mm de chuva. Na República Dominicana, avisos de enchentes foram emitidos para as províncias de La Altagracia, El Seibo, Hato Mayor, Monte Plata, Samaná e em Duarte e María Trinidad Sánchez devido à ameaça de chuva contínua e inundações.